# Upanema
Upanema, municipio del estado del Rio Grande do Norte (Brasil), localizado en la microrregión del Medio Oeste. 

## Geografía
De acuerdo con el censo del IBGE (Instituto Brasilero de Geografía y Estadística), en el año de 2003 su población era estimada en 11.715 habitantes. Área territorial de 882 km² y una densidad poblacional de 13 hab./km², según el censo de 2003.

## Historia
Los primeros habitantes de la región conocida como Corral de la Marisma, fueron los indios Pegas, sin embargo en 1867, el padre Francisco Adelino de Brito, natural del municipio de Campo Grande, dio inicio al poblado utilizando franjas de tierras donadas por agricultores de las cercanías. Luego la fama de las tierras fértiles y del clima húmedo de la localidad atrajo incontables familias de agricultores, provenientes de varias partes de la región, con el objetivo de construir morada.
Entusiasmado con el crecimiento del núcleo poblacional el padre Francisco Adelino decidió construir en conjunto con los moradores locales, la Capilla de Nuestra Señora de la Concepción. Además de prestar importantes servicios en el campo religioso, la capilla estimulaba un movimiento popular dentro de los límites de "Corral da Marisma".
El poblado obtuvo contornos propios y una organización espontánea con casas humildes que se alineaban formando una calle que fue llamada de calle de la Paja, porque las casas eran hechas, básicamente, con hojas de carnauba. En 1874, el arruado obtuvo su primera escuela. Fue en esa época de mayor unión de residencias que el padre Adelino tuvo la idea de dar un nuevo nombre al poblado, pasando a llamarse Concepción de Upanema, el que fue bien aceptada por la comunidad. 
El 16 de septiembre de 1953, por la Ley estatal n.º 874, Upanema se separó de Campo Grande, y se tornó municipio del Río Grande do Norte.